# Ładyżynka
Ładyżynka (ukr. Ладижинка) – wieś na Ukrainie, w obwodzie czerkaskim, w rejonie humańskim. W 2001 roku liczyła 2286 mieszkańców.
Leży u zbiegu rzek Ropotuchy i Jatrani, przy drodze magistralnej M05 (E95) Kijów–Odessa, ok. 26 km na południe od Humania.
Siedziba dawnej gminy Ładyżynka w powiecie humańskim na Ukrainie.